# The Beatles: Rock Band
The Beatles: Rock Band és un videojoc musical desenvolupat per Harmonix, publicat per MTV Games i distribuït per Electronic Arts. El joc és el tercer de la sèrie de videojocs Rock Band, en la qual els jugadors simulen tocar música rock emprant uns comandaments específics amb forma d'instruments musicals. The Beatles: Rock Band és el primer joc de la sèrie que se centra en una única banda, en aquest cas concret en la famosa banda anglesa The Beatles. El joc inclou representacions virtuals dels quatre membres de la banda interpretant les cançons al llarg de la història de la banda, incloses representacions d'algunes de les seves famoses actuacions en directe, així com una sèrie de seqüències de "paisatge oníric" per a cançons dels estudis d'Abbey Road durant els anys d'estudi del grup. La banda sonora del joc consta de 45 cançons dels Beatles⁣; tot i que hi ha cançons i àlbums addicionals dels Beatles disponibles per al joc com a contingut descarregable.
El joc va ser llançat internacionalment el 9 de setembre de 2009, coincidint amb el llançament de noves versions en disc compacte remasteritzats dels àlbums dels Beatles. Incorpora moltes de les característiques de joc de la sèrie Rock Band; tanmateix, no és un paquet d'expansió per a la sèrie Rock Band i el contingut d'aquesta i d'altres títols de Rock Band no és compatible. El cofundador de Harmonix, Alex Rigopulos, va descriure el joc com "una nova producció de títols de joc complet construïda des de zero". La mecànica de joc difereix lleugerament dels jocs anteriors de Rock Band, inclosa l'addicció d'un sistema d'harmonia vocal de tres parts. Els jocs posteriors de la sèrie Rock Band reutilitzarien aquests nous elements, incloses les harmonies vocals.
El joc es va desenvolupar amb la benedicció i l'aportació crítica d'⁣Apple Corps, inclosos els antics Beatles Paul McCartney i Ringo Starr, que tots dos van fer aparicions públiques promocionant el joc. El fill de George Harrison, Dhani, va ajudar a enllaçar la discussió entre Harmonix i Apple Corps, mentre que Giles Martin, fill del productor musical dels Beatles, George Martin, va assegurar que estarien disponibles versions d'alta fidelitat de les cançons dels Beatles.
The Beatles: Rock Band va ser aclamat per la crítica, sent elogiat com a mitjà genuí per experimentar la música i la història dels Beatles i com a videojoc musical autònom. Tot i que les vendes del joc es consideraven respectables, amb més de mig milió d'unitats venudes durant el primer mes de llançament als Estats Units, els analistes havien projectat volums de vendes més grans i atribuïen les vendes més baixes a la disminució de l'interès pel gènere dels jocs de ritme i de la recuperació de la indústria del videojoc des de la recessió de finals de la dècada del 2000.